# 都城市立乙房小学校
都城市立乙房小学校（みやこのじょうしりつ おとぼうしょうがっこう）は、宮崎県都城市乙房町にある公立の小学校。

## 概要
歴史
1873年（明治6年）創立。現校名となったのは1965年（昭和40年）。2023年（令和5年）に創立150周年を迎えた。
校章
中央に校名である「乙房」の文字（縦書き）を配している。
校歌
1962年（昭和37年）制定。作詞は立元克、作曲は海老原直による。歌詞は3番まであり、各番の歌詞中に校名の「乙房校」が登場する。
通学区域
都城市のうち、「乙房町（一部）」。
中学校区は都城市立庄内中学校。

## 沿革
- 1873年（明治6年）- 乙房小松ヶ尾に「乙房小学校」が創立。
- 1886年（明治19年）- 小学校令施行により、簡易科（3年制）を設置の上、「簡易乙房小学校」となる。
- 1889年（明治22年）5月1日 - 町村制の施行により、北諸県郡2村（安永、西岳）が合併の上、「庄内村」が発足。
- 1890年（明治23年）- 尋常科（4年制）を設置の上、「尋常乙房小学校」に改称。
- 1892年（明治25年）- 「乙房尋常小学校」に改称。
- 1894年（明治27年）- 現在地に移転の上、「南前尋常小学校」に改称。
- 1907年（明治40年）- 高等科（2年制）を併置の上、「南前尋常高等小学校」（尋常科4年・高等科2年）に改称。
- 1908年（明治41年）4月 - 改正小学校令により、義務教育年限が4年制から6年制に改められる。このため、従来の尋常科4年・高等科2年は「尋常科6年」に改められることとなる。これにより、高等科を廃止の上、「南前尋常小学校」（尋常科6年）に改称。
- 1913年（大正2年）- 「乙房尋常小学校」に改称。校舎を増築。
- 実施時期不詳 - 高等科（2年制）を併置の上、「乙房尋常高等小学校」（尋常科6年・高等科2年）に改称。
- 1924年（大正13年）5月1日 - 庄内村が町制施行により、「庄内町」となる。
- 1935年（昭和10年）- 木造校舎1棟を増築。
- 1940年（昭和15年）- 運動場を拡張。
- 1941年（昭和16年）4月1日 - 国民学校令施行により、「庄内町乙房国民学校」に改称。尋常科を初等科に改める。
- 1946年（昭和21年）- 高等科3年を設置。
- 1947年（昭和22年）- 学制改革が行われる（六・三制の実施）。
  - 4月1日 - 国民学校初等科は、新制小学校「庄内町立乙房小学校」に改組・改称。
  - 5月8日 - 国民学校高等科は、青年学校普通科とともに、新制中学校「庄内町立庄内中学校」に統合された。
- 1950年（昭和25年）4月 - 校区の改定により、宮島地区の一部児童が転出。また、下平田地区の児童一部が転入。
- 1956年（昭和31年）7月15日 - 庄内町と西岳村が合併の上、「荘内町」となる。これにより、「荘内町立乙房小学校」に改称。
- 1962年（昭和37年）- 創立90周年を記念して校歌を制定。
- 1963年（昭和38年）- 完全給食を実施。
- 1965年（昭和40年）
  - 4月1日 - 都城市への編入により、「都城市立乙房小学校」（現校名）に改称。
  - この年 - プールが完成。
- 1970年（昭和45年）- 体育館が完成。
- 1973年（昭和48年）- 創立100周年を記念して、新校舎が完成。
- 1975年（昭和50年）- 補助プールが完成。
- 1976年（昭和51年）- 運動場を整備。
- 1978年（昭和53年）- プールを延長。
- 1980年（昭和55年）- 校舎を改築。
- 1986年（昭和61年）- 校舎を改築。
- 1988年（昭和63年）- 民俗資料館を新設。
- 1990年（平成2年）- 学校の木および花木を制定。
- 1995年（平成7年）- 体育館を改築。
- 1996年（平成8年）- コンピュータ教室と新保健室が完成。
- 1998年（平成10年）- プールを改修。
- 2007年（平成19年）- 台風によりセンダンの木が倒木。
- 2024年（令和6年）- 新校舎落成式ならびに創立150周年記念事業式典を挙行。

## 交通アクセス
最寄りの鉄道駅
- JR九州 えびの高原線・吉都線 「日向庄内駅」

最寄りのバス停留所
- 宮崎交通バス（宮交バス） 「乙房」バス停

最寄りの幹線道路
- 宮崎県道45号御池都城線・宮崎県道108号財部庄内安久線 「乙房」交差点
- 国道10号（都城道路）「乙房IC」

## 周辺
- 乙房簡易郵便局
- 都城警察署 乙房警察官駐在所
- 大淀川